# Бортний Микола Олександрович
Бортний Микола Олександрович (нар. 7 травня 1961 року, місто Бендери, МРСР) — український науковець, педагог, лікар-рентгенолог, кандидат медичних наук, доцент.

## Життєпис
1976—1980 рр. — учень Білгород-Дністровського медичного училища (Одеська область);
1980—1982 рр. — служба у Збройних силах.
Вищу медичну освіту Бортний М.О. здобув у Одеському медичному інституті ім. М.І. Пирогова, який закінчив у 1988 році, після чого навчався в однорічній інтернатурі зі спеціальності «Рентгенологія та радіологія» при Обласній клінічній лікарні м. Одеси. Саме цей первинний вибір спеціальності став початком становлення лікаря-рентгенолога і визначив на багато років його інтереси. Трудовий шлях Микола Олександрович розпочав як лікар-рентгенолог Балтської ЦРЛ Одеської області.  У 1995 році навчався в заочній аспірантурі, а у 1996-1998 р.р. в клінічній ординатурі на кафедрі рентгенології дитячого віку Харківського інституту удосконалення лікарів (ХІУЛ). Після закінчення клінічної ординатури у 1998 році на конкурсній основі був обраний на посаду асистента кафедри рентгенології ХІУЛ. У 2002 році Бортний М.О. успішно захистив кандидатську дисертацію на тему «Променева діагностика гострого бронхіту і бронхоліту у дітей перших років життя».
1982—1988 рр. — студент Одеського медичного інституту ім. М. І. Пирогова (в подальшому Одеський національний медичний університет);
1988—1989 рр. — інтернатура зі спеціальності «Рентгенологія і радіологія» при Одеській обласній клінічній лікарні;
1989—1996 рр. — лікар-рентгенолог Балтської центральної районної лікарні Одеської області;
1996—1998 рр. — клінічний ординатор зі спеціальності «Радіологія», кафедра рентгенології дитячого віку, Харківський інститут удосконалення лікарів;
1998—2003 рр. — асистент кафедри рентгенології, Харківська медична академія післядипломної освіти МОЗ України.
У період 2002 - 2016 рр. Бортний М.О. був організатором та першим методистом, а в подальшому завідувачем навчально-методичного кабінету Харківської медичної академії післядипломної освіти МОЗ України.   
Член Ректорату ХМАПО 2012 -2016 р.р.   
Член Навчально-методичної ради ХМАПО 2002 – 2016 р.р.   
Член екзаменаційної комісії з прийому вступних іспитів до клінічної ординатури та аспірантури за спеціальністю «Рентгенологія» та «Радіологія» з 2010 – 2017 р.р.   
Голова комісії з експертизи, якісної оцінки навчальної та навчально-методичної літератури та попередження випадків академічного плагіату 2012 – 2016 р.р.   
Член конкурсної комісії ХМАПО 2015-2017 р.р.  
Брав участь у Міжнародних освітянських проектах та тренінгах National Erasmus+ Office in Ukraine ЄС Erasmus+ (Програма Еразмус) та в проекті зі стратегічного планування та прийняття рішень Pratt Institute (Нью-Йорк, США).  
З 2016 р. по 2019 р. був сертифікованим внутрішнім аудитором системи менеджменту освіти стандарту ISO 9001:2008https://ukrstandart.net/.
2016 - 2022 рр. - Віце-президент ГО "Всеукраїнська асоціація рентгенологів". 
2003 —2022 рр. — доцент кафедри променевої діагностики, а потім кафедри рентгенології та радіології, Харківська медична академія післядипломної освіти МОЗ України.
2022 по теперішній час доцент кафедри рентгенології та радіології в Харківський національний медичний університет (ХНМУ).

## Наукові звання таступені
Кандидат медичних наук (2002 р.)
Доцент (2004 р.).

## Членство у професійних суспільних організаціях
- Член Асоціації радіологів України. [1]
- Член Української асоціації спеціалістів з рентгенодіагностики, комп'ютерної та магнітно-резонансної томографії (Перейменована у «Всеукраїнська асоціація рентгенологів» з 2014 року).
- Віце-президент ГО "Всеукраїнська асоціація рентгенологів".[2]
- Дійсний Член (Full member) Європейської асоціації радіологів (European Society of Radiology) (ESR).[3]
- Дійсний член (Full member) Європейської асоціації гібридної медичної візуалізації (European Society for Hybrid Medical Imaging).[4], в подальшому Європейська асоціація гібридної, молекулярної та транляційної візуалізації  (European Society for Hybrid, Molecular and Translational Imaging).[5]
- Дійсний член (Full member) Європейської асоціації онкологічної візуалізації (ESOI).[6]
- Дійсний член (Full member) Європейської асоціації кардіоваскулярної та інтервенційної радіології (CIRSE).[7]
- Член Асоціації радіологів Північної Америки (RSNA).[8]
- Член громадського об'єднання "Бєлоруська спілка радіологів".[9]
- Член Асоціації інтервенційних онкологів України.
- Член Харківського відділку Асоціації радіологів України. Харківське медичне товариство
- Член редколегії Інформаційно-аналітичного бюлетеня «Радіологічний вісник».[10]
- Член редколегії Науково-практичного журналу «Променева діагностика, променева терапія».[11]
- Член редколегії журналу "Рентгенологія-практика" (журналу ім. А.І. Позмогова).
- Член редколегії журналу «Modern engineering and innovative technologies», Germany.[12] (Індексується в IndexCopernicus, GoogleScholar).
- Член редколегії журналу «SWorldJournal», Bulgaria.[13] (Індексується в IndexCopernicus, GoogleScholar).
- Член редколегії журналу «Scientific look into the future», Ukraine.[14] (Індексується в IndexCopernicus, GoogleScholar).
- Член оргкомітету та редакційного штату Міжнародних наукових періодичних симпозиумів та Серії німецьких Колективних монографій "European Science".[15] (Індексується в IndexCopernicus, GoogleScholar).
- Член оргкомітету та редакційного штату Міжнародних наукових періодичних конференцій Серії "SW-Us Conference proceedings".[16] (Індексується в IndexCopernicus, GoogleScholar).
- Член оргкомітету та редакційного штату Міжнародних наукових періодичних конференцій Серії "Sw-Ger Conference proceedings". [17] (Індексується в IndexCopernicus, GoogleScholar).

## Наукова діяльність
Висококваліфікований фахівець, один з провідних фахівців з фізики та техніки в рентгенології, рентгенопульмонології, рентгенокардіології, рентгенодіагностики захворювань травної системи, рентгенодіагностики захворювань дитячого віку.
Наукова діяльність присвячена різним аспектам рентгенодіагностики. Вніс внесок  у розробку та впровадження в медичну практику ряду діагностичних методів в рентгенології. 
Розробив методики: невідкладної рентгенографії органів грудної клітки та черевної порожнини; ранньої рентгенодіагностики малих утворень гіпофіза; рентгенодіагностики безпліддя, аномалій та вад розвитку геніталій; рентгенологічного дослідження жінок при вторинному безплідді та лікування при його матково-тубарній формі; діагностики ступеня тяжкості гіперпневматозу у дітей; визначення ступеня гіперпнематозу по медіастинальній килі при гострому бронхіоліті і обструктивному бронхіті у дітей. Співавтор в розробці методів та способів діагностики: ступеня тяжкості ураження легень при лімфогранулематозі та лейкозі у дітей; доопераційної діагностики вентральної грижі; доопераційної діагностики ступеня ризику защемлення вентральної грижі; визначення ступеня ризику ускладнення тромбоемболії легеневої артерії у пацієнтів на гострий коронарний синдром.
Постійний учасник, лектор та викладач Школи цифрових технологій Асоціації радіологів України (АРУ) (https://aru-ua.org.ua/en), Української Школи безперервної післядипломної освіти в радіології ім. проф. М.І. Спузяка (https://www.uarctmrt.org/); Школи медичної радіології - першої Школи розвитку студентів, лікарів-інтернів, молодих медичних спеціалістів у сфері медичної радіології (проект Молодіжної ради при Харківському міському голові, UADoctor, при підтримці Харківського міського голови та Всеукраїнської асоціації рентгенологів).
Учасник міжнародного наукового проекту SWorld (Ukraine, Moldova, Bulgaria, Germany et al.).
Автор та співавтор 4 підручників, 5 керівництв, в тому числі Національних, 11 монографій, 58 навчальних посібників, більше 450 наукових статей і тез, 7 патентів та 3 рацпропозицій, 2 нововведень, 6 методичних рекомендацій, 7 інформаційних листків та авторського права на навчальний твір.

## Нагороди
- Почесна грамота Міністерства охорони здоров'я України (2011)
- Подяка Харківського міського голови (2012)
- Грамота Харківського міського голови (2013)
- Медаль "Ветеран праці" (2014)
- Нагрудний знак "Почесний ветеран" (2019)
- Ювілейна нагрудна медаль «30 років Незалежності України» (2021)

## Наукові праці
- «Рентгенодіагностика гострих захворювань органів дихання у дітей» (2006);
- Підручник та керівництво «Рентгенодіагностика захворювань легень, плеври і середостіння» (2011, 2016);
- 2-х томне керівництво «Педіатрична рентгенологія» (2013);
- «Променева діагностика пухлин травної системи» (2014);
- «Променева діагностика порушень розвитку легень, бронхів і легеневих судин» (2016); http://194.44.11.130/cgi-bin/irbis_nbuv/
- «Національне керівництво для лікарів, які направляють пацієнтів на радіологічні дослідження» (2016);
- «Невідкладна променева діагностика захворювань органів черевної порожнини» (2017);
- "Рентгенодіагностика захворювань легень (рентгенологічний атлас)" (мови: українська, російська, англійська) (2017);
- Монографія "Рентгенологи Харьковщины" (2017);
- "Променева діагностика вроджених вад серця" (2019)

та ін.